# Poëzieprijs van de gemeente Amsterdam
De Poëzieprijs van de Gemeente Amsterdam was een poëzieprijs die van  1945 tot en met 1971 jaarlijks werd toegekend voor een gedicht of poëziebundel door de gemeente Amsterdam. Sinds 1972 staat de prijs bekend onder de naam Herman Gorterprijs.

## Gelauwerden

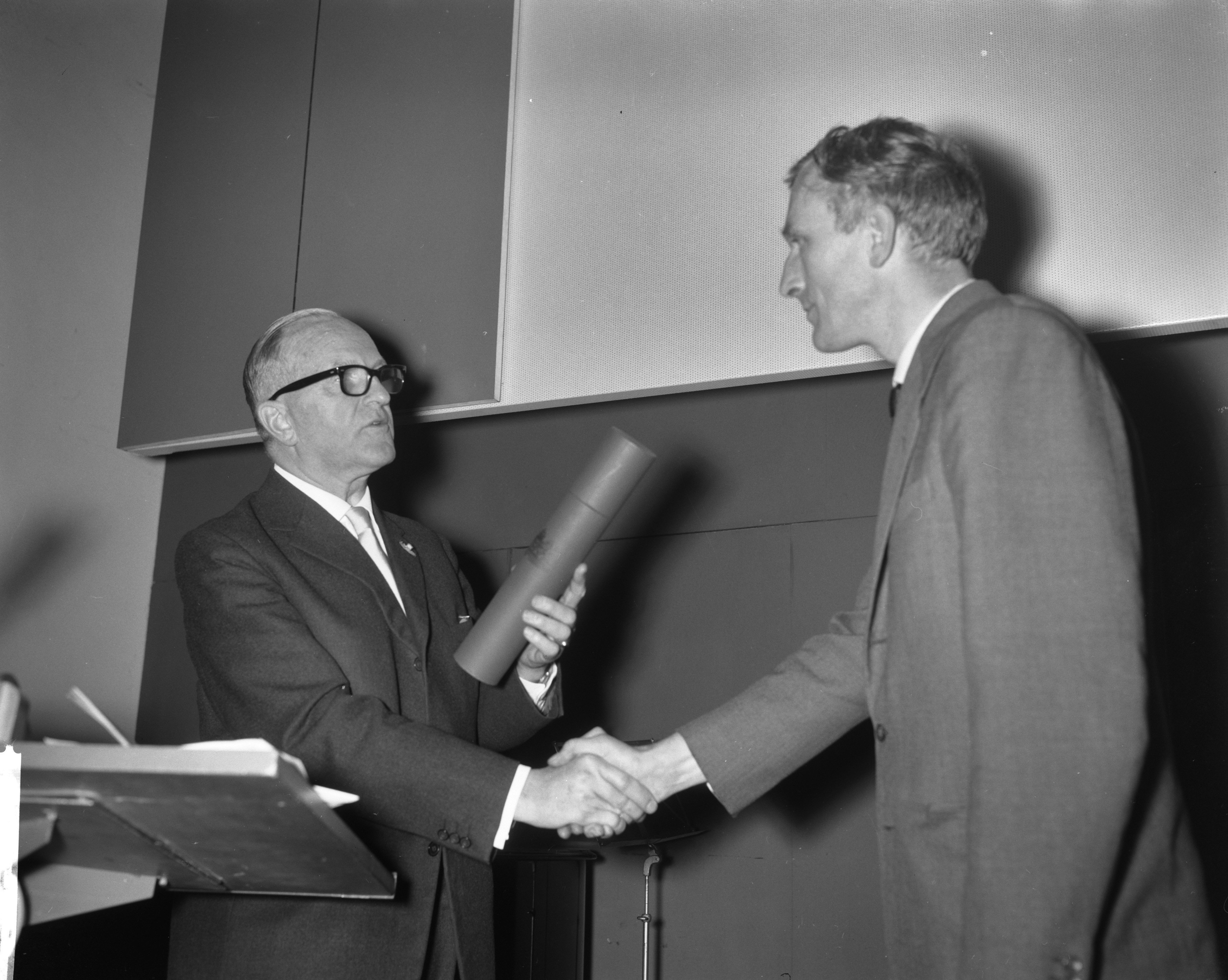
Paul Rodenko ontvangt de Poëzieprijs van de gemeente Amsterdam 1960 uit handen van wethouder De Roos

(Zie Herman Gorterprijs voor ontvangers in latere jaren.)
- 1971 - Ida G.M. Gerhardt voor De ravenveer
- 1970 - Gerrit Komrij voor Alle vlees is als gras, of Het knekelhuis op de dodenakker
- 1969 - Hans Faverey voor Gedichten
- 1968 - J.P. Guépin voor De mens is een dier maar hij zou het kunnen weten
- 1967 - Dick Hillenius voor Uit groeiende onwil om ooit nog ergens in veiligheid aan te komen
- 1966 - K. Schippers voor Een klok en profil
- 1965 - Cees Nooteboom voor Gesloten gedichten
- 1964 - A. Roland Holst voor Onderhuids
- 1964 - H.C. ten Berge voor Journaal I, II en XII
- 1964 - J. Bernlef voor En dode hagedis
- 1963 - Gerrit Kouwenaar voor Zonder namen
- 1963 - Hans Andreus voor Aarde
- 1963 - Hans Verhagen voor Walcheren
- 1962 - Ida G.M. Gerhardt voor De hovenier
- 1962 - J. Bernlef voor Morene
- 1962 - Huub Oosterhuis voor Groningen
- 1962 - Lucebert voor Terreur
- 1961 - A. Roland Holst voor Omtrent de grens
- 1961 - Jan Willem Schulte Nordholt voor Een lichaam van aarde en licht
- 1961 - Leo Vroman voor Voor Jan Greshoff en voor een meisje zonder hoofd
- 1961 - Gerrit Kouwenaar voor Zou een hand
- 1960 - Paul Rodenko voor Stilte, woedende trompet
- 1960 - Cees Nooteboom voor Ibicenzer gedicht
- 1960 - Chr.J. van Geel voor Een zomerdag
- 1959 - Jan Hanlo voor Verzamelde gedichten
- 1959 - Jan G. Elburg voor Hebben en zijn
- 1959 - Mischa de Vreede voor Een jong meisje droomt
- 1959 - Sybren Polet voor Vleselijke stad
- 1958 - Gabriël Smit voor De stoel
- 1958 - Gerrit Kouwenaar voor De mensen zijn geen goden
- 1957 - Maurits Mok voor Stormen en stilten
- 1957 - Guillaume van der Graft voor Woorden van brood
- 1957 - Jan Hanlo voor Niet ongelijk
- 1956 - Ida G.M. Gerhardt voor Het levend monogram
- 1956 - Bert Schierbeek voor De blinde zwemmers
- 1956 - Lucebert voor De beulen
- 1956 - Leo Vroman voor Uit slaapwandelen
- 1955 - Hans Andreus voor Schilderkunst
- 1955 - M. Vasalis voor Vergezichten en gezichten
- 1955 - Remco Campert voor Gedicht met een moraal
- 1954 - Gerrit Achterberg voor Ballade van de gasfitter
- 1954 - Pierre Kemp voor gedichten
- 1953 - Lucebert voor Apocrief
- 1951 - niet toegekend
- 1949 - Elisabeth Zernike voor En toen wij afscheid namen ....
- 1949 - Gerrit Achterberg voor Afreis
- 1948 - H.W.J.M. Keuls voor Rondeelen en kwatrijnen
- 1947 - Gerard den Brabander voor De steenen minnaar
- 1946 - Jan H. de Groot voor Moederkoren
- 1945 - Jan Engelman voor Ballade van de waarheid